# Jasenovský potok (dopływ Orawy)
Jasenovský potok (pol. Jasieniowski potok) – niewielki ciek wodny w północno-zachodniej Słowacji, na Orawie, lewobrzeżny dopływ rzeki Orawy. Długość ok. 7,7 km.
Górny tok Jasieniowskiego Potoku znajduje się na terenie Rowu Podchoczańskiego, natomiast dolny – przecina pas Pogórza Orawskiego.
Źródła na wysokości ok. 760 m n.p.m., na północnych stokach grzbietu wododziałowego, rozdzielającego dorzecza Orawy i Wagu, nieco na zachód od przełęczy Brestová.
Spływa początkowo w kierunku północnym. Tuż poniżej wsi Jasenová, gdzie z prawej strony przyjmuje potok Biela voda z północno-zachodnich zboczy Wielkiego Chocza, skręca w kierunku północno-wschodnim. Na zachodnim krańcu wsi Vyšný Kubín, gdzie przyjmuje swój największy dopływ – prawobrzeżny Leštinský potok – ponownie zwraca się w kierunku północnym z niewielkim odchyleniem ku zachodowi.
Na wysokości ok. 480 m n.p.m., w Dolnym Kubinie, tuż na zachód od starego centrum miasta, uchodzi do Orawy na wprost osiedla Veľký Bysterec.